# Рігас фон Ойлер-Хельпін
Рігас Георг Себастьян Ойлер-Хельпін, з 1884 року — фон Ойлер-Хельпін (нім. Rigas Georg Sebastian von Euler-Chelpin; 9 лютого 1837, Нафпліон, Грецьке королівство — 30 квітня 1923) — німецький офіцер, генерал-лейтенант Баварської армії.

## Біографія
Рігас був сином старшого поштового радника Карла фон Ойлера-Хельпіна (1809–1900), який був зведений у спадкове баварське дворянство 28 липня 1884, і його дружини Секунди, уродженої Маєр (1810–1893). Його сестра Франциска (1852) була канонісою Святої Анни у Мюнхені.
Ойлер-Хельпін навчався в Мюнхенському кадетському корпусі, а 28 лютого 1857 року був зарахований юнкером до піхотного лейб-полку Баварської армії. Отримавши звання другого лейтенанта, наприкінці лютого 1858 року його було переведено до 12-го піхотного полку «Король Оттон Грецький». З червня 1859 року він 4 роки служив ад'ютантом батальйону, наприкінці травня 1866 отримав звання першого лейтенанта і брав участь у війні проти Пруссії. Здобувши похвалу за свою поведінку перед ворогом, Ойлер-Хельпін був призначений другим ад'ютантом Максиміліана фон Федера, коменданта Аугсбурзького генерального командування, після підписання мирного договору наприкінці серпня 1866 року. Після смерті Федера він дослужився до першого ад'ютанта в середині березня 1869 року і був вироблений в гауптмани в середині серпня 1870 року. У цій ролі брав участь у битвах при Бомоні, Седані, Артені і Кульм'є під час війни проти Франції. З 23 грудня 1870 року служив ад'ютантом 3-ї піхотної бригади і на цій посаді брав участь в облозі Парижа.
Призначений командиром 6-ї роти Лейб-піхотного полку, Ойлер-Хельпін повернувся на бойову службу в середині березня 1872 року. 1 грудня 1878 року він був вироблений у майори і вступив до штабу полку. У 1880 році він став командиром 1-го батальйону. 24 березня 1885 року він був вироблений в оберстлейтенанти і став кадровим штабним офіцером 9-го піхотного полку «Вреде». Потім була служба оберстом і командиром 12-го піхотного полку «Принц Арнульф» з 11 травня 1888 по 13 липня 1891 року. Згодом Ойлер-Хельпін був вироблений в генерал-майори і призначений комендантом фортеці Інгольштадт. 5 червня 1895 року він був призначений президентом Генерального аудиторіуму в Мюнхені. На цій посаді Ойлер-Хельпін був підвищений до генерал-лейтенанта 9 листопада 1895 року. 24 вересня 1900 року звільнений у відставку за власним бажанням.

## Сім'я
14 вересня 1871 року одружився в Аугсбурзі з Габріелою Фуртнер (1848–1931. В пари народився син Ганс (1873–1964), майбутній видатний хімік.

## Нагороди
- Залізний хрест 2-го класу — за заслуги в битві при Луаньї та Пупрі.
- Орден Фрідріха (Вюртемберг), великий хрест (вересень 1897)[3]
- Орден «За військові заслуги» (Баварія), великий командорський хрест (31 жовтня 1899)[4]
- Орден Святого Михайла (Баварія), лицарський хрест 1-го класу (24 вересня 1900)[5]
- Орден Корони Румунії, великий хрест (9 жовтня 1900)[6]